# 스베타트로이차우슬로벤스키흐고리차흐

스베타트로이차우슬로벤스키흐고리차흐의 위치

스베타트로이차우슬로벤스키흐고리차흐(슬로베니아어: Sveta Trojica v Slovenskih goricah, 독일어: Heilige Dreifaltigkeit in den Windischen Büheln 하일리게드라이팔티크카이트인덴빈디셴뷔헬른[*])는 슬로베니아의 도시로 면적은 26.3km2, 높이는 287m, 인구는 2,194명(2002년 기준), 인구 밀도는 83.4명/km2이다.